# I Am the Law (film 1922)
I Am the Law è un film muto del 1922 diretto da Edwin Carewe e tratto da The Poetic Justice of Uko San di James Oliver Curwood. Curwood ha denunciato il distributore in quanto la storia discosta dal racconto originale.

## Trama
Robert Fitzgerald, un poliziotto delle Guardie a cavallo, salva la bella Joan dalle grinfie di Fu Chang, il proprietario di una sala da ballo. Ma la ragazza si innamora di suo fratello Tom, un tipo non troppo raccomandabile che ha una relazione con la moglie di un altro ufficiale delle Giubbe Rosse. Tom viene scoperto dal marito tradito e lo uccide. Robert resta ferito e, credendosi in punto di morte, firma una confessione dove si assume la responsabilità dell'omicidio. Il giovane, però, guarisce anche se tutti ormai lo credono morto. Quando riappare, Tom lo arresta. Lo folla sta per linciarlo, ma viene salvato dall'intervento di Joan che ha forzato la vedova dell'ufficiale a una confessione che accusa Tom. Questi, allora, si suicida.

## Produzione
Il film fu prodotto dalla  Edwin Carewe Productions.

## Distribuzione
Distribuito dalla Affiliated Distributors, il film uscì nelle sale statunitensi il 1º giugno 1922.